# Armadillo albipes
Armadillo albipes är en kräftdjursart som beskrevs av Dollfus 1907. Armadillo albipes ingår i släktet Armadillo och familjen Armadillidae. Inga underarter finns listade i Catalogue of Life.